# Cedamusa
Cedamusa (łac. Diocesis Cedamusensis) – stolica historycznej diecezji w Cesarstwie rzymskim, w prowincji Mauretania Sitifense, zlikwidowana w VII w. podczas ekspansji islamskiej, współcześnie w północnej Algierii. Obecnie katolickie biskupstwo tytularne.

## Biskupi
| Lp. | Biskup                        | Funkcja                                                                         | Od              | Do               |
| --- | ----------------------------- | ------------------------------------------------------------------------------- | --------------- | ---------------- |
| 1   | Johannes Christianus Vrakking | emerytowany biskup Surigao (Filipiny)                                           | 12 grudnia 1953 | 29 stycznia 1961 |
| 2   | George Joseph Gottwald        | biskup pomocniczy St. Louis (USA)                                               | 23 czerwca 1961 | 11 marca 2002    |
| 3   | Fernando Arêas Rifan          | administrator apostolski administratury Świętego Jana Marii Vianneya (Brazylia) | 28 czerwca 2002 |                  |